# تعلم قائم على الكفاءة
التعلم القائم على الكفاءة أو التعليم والتدريب القائم على الكفاءة (بالإنجليزية: Competency-based learning)‏ هو نهج للتعليم والتعلم في كثير من الأحيان تستخدم في تعلم مهارات محددة من التعلم المجرد. وهو يختلف عن مناهج أخرى غير ذات صلة في أن وحدة التعلم على ما يرام للغاية الحبيبات. بدلا من دورة أو وحدة كل المهارات الفردية / نتائج التعلم، والمعروفة باسم الكفاءة، هي وحدة واحدة. يعمل المتعلمين على الكفاءة في وقت واحد، والذي من المحتمل أن يكون عنصر صغير من هدف التعلم أكبر. يتم تقييم الطالب على الكفاءة الفردية، ومرة واحدة فقط أنها تتقن ذلك أنها لا تنتقل إلى الآخرين. بعد ذلك، وتعلمت الكفاءات أعلى أو أكثر تعقيدا إلى درجة من الإتقان ومعزولة عن غيرها من الموضوعات. عنصر مشترك آخر من التعلم القائم على الكفاءة هو القدرة على تخطي وحدات التعلم تماما إذا كان المتعلم يمكن أن تظهر لديهم بالفعل إتقان. يمكن أن يتم ذلك إما عن طريق تقييم التعلم مسبق أو الاختبار التكويني.
على سبيل المثال، والناس تعلم قيادة السيارة ناقل الحركة اليدوي قد ابد أولا لإثبات اتقانهم «قواعد الطريق»، والسلامة، والقيادة الدفاعية، وقوف السيارات موازية الخ ثم أنها قد تركز على اثنين من الكفاءات المستقلة: «باستخدام القابض، الفرامل مع الحق القدم» و«التحول صعودا وهبوطا من خلال التروس». مرة واحدة وقد أثبتت المتعلمين فهي مريحة مع هذه المهارات اثنين، مهارة الشاملة المقبلة قد «تجد أولا: من توقف كامل للفة بطيئة»، يليه «التوقف المفاجئ»، «تحول حتى» و «القاعدة تحول». لأن هذا هو الحركي تعلم مدرب من المرجح أن تظهر المهارة الفردية عدة مرات بعد ذلك الطالب أداء الممارسة الموجهة تليها ممارسة مستقلة حتى يتمكنوا من إثبات اتقانهم.
الكفاءة القائمة على التعلم هي التي تركز على المتعلم ويعمل بشكل طبيعي مع دراسة مستقلة ومع المدرب في دور الميسر. وغالبا ما يجد المتعلمين المهارات الفردية المختلفة أكثر صعوبة من غيرها. هذه طريقة التعلم يسمح للطالب لتعلم تلك المهارات الفردية وجدوا صعوبة في وتيرتها، وممارسة وصقل بقدر ما تريد. ثم، فإنها يمكن أن تتحرك بسرعة من خلال المهارات الأخرى التي هي أكثر مهارة.
في حين أن معظم وسائل تعليمية أخرى تستخدم الاختبار التحصيلي، والتعلم القائم على الكفاءة يتطلب التمكن من كل نتائج التعلم الفردية، مما يجعلها مناسبة بشكل جيد جدا إلى أوراق اعتماد التعلم التي السلامة هي قضية. مع الاختبار التحصيلي للطالب الذي لديه 80% في التقييم قد يكون لها إتقان 80% من جميع نتائج التعلم أو قد لا يكون إتقان ما لذلك على الإطلاق 20% من مخرجات التعلم. وعلاوة على ذلك، قد يسمح هذا الطالب للانتقال إلى التعليم العالي ويكون لا يزال يفتقد بعض القدرات التي تعتبر حاسمة بالنسبة لأن التعليم العالي. على سبيل المثال، الطالب الذي يعرف معظم قوانين المرور وأتقن في الغالب السيطرة على السيارة يمكن أن تعامل على قدم المساواة للطالب الذي لديه إتقان عال جدا من السيطرة على السيارة ولكن لا تفهم قوانين السير، ولكن ينبغي أن يسمح واحد فقط من هؤلاء الطلاب ل يقود.
ماذا يعني أن تتقن الكفاءة يعتمد على التعلم المجال (في الموضوع). في الموضوع الذي يمكن أن يؤثر السلامة، سيكون من المعتاد أن نتوقع التعلم الكامل الذي يمكن أن تتكرر في كل مرة. في التعلم المجرد، مثل الجبر، قد يكون المتعلم فقط لإثبات أنهم تحديد صيغة ملائمة، على سبيل المثال، 4 من 5 مرات منذ عند استخدام تلك المهارة في الكفاءة المقبلة، حل الصيغة، سوف تسمح عادة الفرصة للمتعلم ل اكتشاف وتصحيح أخطائهم.
من المهم أن نفهم أن هذه المنهجية التعلم هو شائع في العديد من التعلم الحركي و / أو القائم على المهارات، ولكن أيضا تطبيق بعض الوقت لتعلم مجردة و / أو الأكاديمي للطلاب الذين يجدون أنفسهم خارج الخطوة مع من الصف، وبالطبع أو برنامج الدراسة. المؤسسات التعليمية على نحو متزايد على تقييم طرق لتشمل منهجيات التعلم القائم على الكفاءة في العديد من أنواع مختلفة من البرامج من أجل جعل نجاح التعلم ثابت في حين تيرة طالب يمكن أن تختلف.
التعلم القائم على الكفاءة هو أسلوب التعليمية التي يمكن تطبيقها في العديد من المجالات، وبيئات التعلم. وهو مجال البحوث التربوية وغير مفهومة على نحو كاف في، مجال التعلم واحد واحد، مثل أن الذي يتبع في هذه المقالة.
ما تبقى من هذه المادة وتركز تطبيق واحد من التعلم القائم على الكفاءة في بيئات الشركات ومرجح بشكل كبير لمنظور الموارد البشرية.
مرة واحدة وقد استخدمت المنظمات قاموس الكفاءة لتحديد متطلبات الكفاءة للجماعات ومناطق، أو المنظمة بأكملها، يصبح من الممكن وضع إستراتيجيات التعلم المستهدفة لإغلاق ثغرات كبيرة في الكفاءات التنظيمية والتركيز خطط التعلم على أهداف العمل والتوجيه الإستراتيجي ل المنظمة.

## أفضل الممارسات
كفاءات تساعد في التعلم والتطوير الفعال من خلال تحديد السلوكيات والمعارف والمهارات والقدرات اللازمة لأداء الناجح في العمل. يمكن للموظفين تقييم كفاءاتهم ضد تلك المطلوبة لعملهم الخاصة، أو عن وظيفة أخرى في الذي يهمهم، ومن ثم اتخاذ الخطوات للحصول على أو تحسين أي الكفاءات اللازمة.
الكفاءات دعم التعلم عن طريق:
- يركز التعلم على الكفاءات الأساسية اللازمة لتحقيق النجاح في العمل والتنظيم.
- توفير معايير لقياس أداء الموظفين والقدرات.
- توفير إطار عمل لتحديد التعلم خيارات / المناهج / البرامج التي تلبي احتياجات الموظف والتنظيمية.
- دعم التنبؤ الفعال التنظيمية، فضلا عن متطلبات التعلم ذات الصلة بالمشروع.
- توفير معايير لتحديد مدى نجاح التعلم حدث، سواء على المستوى الفردي والمستوى التنظيمي.

بعض الممارسات على أساس الكفاءة المرجعية المشتركة في التعلم والتطور هي:
- تقييم ضد الكفاءات - مرة واحدة وقد تم تحديد الكفاءات للعمل معينة / الأدوار، فإنه يصبح ممكنا للموظفين وغيرهم لتقييم الكفاءات الموظف ضد تلك المطلوبة للقيام بأدوار الحالية أو المستقبلية داخل المنظمة. يمكن أن يحدث هذا التقييم من خلال الطرق التالية:
- التقييم الذاتي - عادة، يتم استخدام المؤشرات السلوكية للكفاءات ومستويات الكفاءة اللازمة في إطار دور الهدف / العمل كمعيار لتقييم أداء الموظف باستخدام مقياس تقييم مشترك (على سبيل المثال، جداول خمس نقاط من أبدًا إلى دوما) لتقييم لكل مؤشر. يتم تجميع النتائج، ويرد تقرير يتضمن نتائج جميع الكفاءات، وتسليط الضوء على حد سواء نقاط القوة الموظف وكذلك الكفاءات التي تتطلب التحسين. ويمكن بعد ذلك أن تستخدم هذه المعلومات لدعم وضع خطة تعليمية فردية (أنظر أدناه).
- متعدد المصادر / 360 - متعدد المصادر أو التغذية العكسية 360 درجة مشابه لعملية التقييم الذاتي إلا أن هناك المقيم أكثر من واحد. وتشمل عملية كحد أدنى للموظف والمشرف عليهم، ويمكن أن تشمل الآخرين الذين يتفاعل الموظف في مكان العمل (على سبيل المثال، والأقران، وأعضاء الفريق، والعملاء داخل وخارج المنظمة على حد سواء، والموظفين الإبلاغ؛ وما إلى ذلك). مرة أخرى، يتم إعداد تقرير عن نتائج التغذية الراجعة للسماح للموظف، المشرف و / أو غيرها (على سبيل المثال، المدرب / معلمه، تعلم مستشار، الخ) لاستهداف جهود التعلم والتطوير لاحتياجات الموظف معين.

## مراحل التنفيذ
ويقترح مراحل التنفيذ التالية في منتصف والكبيرة تنفيذ الكفاءات في التعلم والتنمية على أساس مستوى الشركة.

### المرحلة 1
- تحديد السياسة العامة لإدماج الكفاءات في التعلم والتنمية.
- تصميم أدوات التعلم الفردية والعمليات (نموذج خطة التعلم، المرتبطة تعليمات / أدوات) و / أو الحصول على الأدوات اللازمة لدعم الأفراد التخطيط التعلم (وحدات على سبيل المثال، ط SkillSuite التقييم وخطة التعلم).
- بناء أو الحصول على الخدمات من موارد التعلم عن طريق الكفاءات في قاموس تنظيم وتصنيف برامج وأدوات محددة التنظيم في الكتالوج. أعلن وجعل الخدمات متاحة على نطاق واسع للموظفين والمديرين (على سبيل المثال، نشر في تاريخ موقع إنترانت، اكتساب وتطبيق البرمجيات على شبكة الإنترنت لدعم الموظف).
- تطوير أو الحصول على استطلاعات للتقييم الذاتي ومتعددة المصادر وعمليات إعداد التقارير عندما تصبح كفاءات المتاحة لمجموعات العمل (وحدات على سبيل المثال، ط SkillSuite التقييم وخطة التعلم). إضافة أدوات التقييم الذاتي على موقع الشبكة الداخلية للمنظمة، وإدخال تقييم المشرف ومتعددة مصدر كما أصبحت الموظفين على دراية ومريحة مع الكفاءات وعملية التقييم.
- تطوير وتقديم التدريب / الاتصالات المتعلقة الكفاءات واستخدامها في عملية التعلم والتطوير في المؤسسة.

### المرحلة 2
إجراء تقييم للاحتياجات / تحليل وتصميم / تطوير أدوات وعمليات إعداد التقارير لدعم تحليل الكلي والإبلاغ عن نقاط القوة والثغرات التنظيمية في الكفاءات.
تقييم الكيفية التي يمكن بها تحسين تصميم برنامج المناهج الدراسية / التعليم والتطوير مع الأخذ إدارة على أساس الكفاءة. تنفيذ التغييرات، كما هو مطلوب.
مراجعة العمليات الحالية لإجراء تقييم برامج التعلم داخل المنظمة ودمج الكفاءات، كما هو مطلوب، لتحديد ما يلي: إلى أي مدى تغيرت السلوك في مكان العمل والنتائج في الاتجاه المطلوب. وكذلك، فإن العائد على الاستثمار للتعليم / تدريب المقدمة.

### المدارس مع هذا النظام
آدامز مدرسة حي مقاطعة 50 ومدرسة منطقة Chugach هي جزء من مشروع التعلم القائم على الكفاءة ولكن لديها باسمها تسمى إعادة اختراع المدارس التحالف (RISC). لقد استبدلوا مستويات الجودة مع مستويات 10 تعلم أن يعمل الطلاب من خلال في وتيرتها. نمط غربي آسي.